# Laëtitia Milot
Pour les articles homonymes, voir Milot.
Laëtitia Milot, née le 5 juillet 1980 à Limoges, en Haute-Vienne, est une actrice, mannequin et écrivaine française.
Elle est principalement connue pour son rôle de Mélanie Rinato dans le feuilleton populaire Plus belle la vie.

## Biographie

### Jeunesse et éducation
Laëtitia Milot naît le 5 juillet 1980 d'un père militaire et d'une mère infirmière. Native de Limoges, en Haute-Vienne, elle passe son enfance dans la commune limitrophe de Saint-Gence. Elle suit des études en section sports-études aux conservatoires de Tours (1990-1994) puis d'Aix-en-Provence (1994-1997).
De 2001 à 2002, elle fait partie d'une troupe de théâtre avec la Compagnie du Ruban vert.
De 2002 à 2004, elle suit les cours du conservatoire du 18e arrondissement à Paris puis du Cours Florent.

### Carrière

#### Première apparition à la télévision
En 2000, elle travaille dans une maison de production qui s’occupe du public des émissions.
C’est ainsi que le 20 avril 2000, elle prend place à la dernière minute dans le public de l’émission Tout le monde en parle, l’animateur de l’émission Thierry Ardisson trouvant qu’il n’y avait pas assez de femmes dans le public. Puis Thierry Ardisson, estimant là aussi que le plateau manquait de féminité, l’invite même à rejoindre ses invités Laurent Gerra et Richard Anconina.

#### Comédienne et animatrice
Elle commence sa carrière en 2000 dans Toute la ville en parle, et enchaîne de petits rôles dans des séries et des films.
En 2002, elle joue dans Le Songe d'une nuit d'été de William Shakespeare.
En 2004, elle participe à une téléréalité (Opération séduction sur M6) dans laquelle elle joue le rôle de « Camille », une tentatrice faisant tourner la tête des hommes.
Elle incarne le personnage de Mélanie Rinato, travaillant au bar du Mistral avec Roland et Thomas Marci, dans le feuilleton télévisé Plus belle la vie, sur France 3, entre le deuxième épisode en août 2004 et février 2018.
En 2007, elle a été l'animatrice du télé-crochet américain, The Starlet, une émission type Nouvelle Star mais avec des comédiens professionnels, sur W9.
En 2008, elle joue dans les Empreintes du temps, un documentaire-fiction, dans la pièce À la manière de…, mise en scène par Richard Guedj, ainsi que le rôle de Cora dans SOS 18.
Depuis le 25 mai 2010, elle anime l'émission sur le paranormal Ghost Adventures sur la chaîne Syfy.
En 2011, Laëtitia joue aux côtés de Michel Galabru dans la pièce de théâtre La Femme du boulanger en direct sur France 2.
Elle tourne également dans les séries Enquêtes réservées de France 3 et dans La Crèche des hommes, un téléfilm pour France 2, diffusées courant 2012.
En juin 2015, son roman On se retrouvera est adapté et diffusé par TF1. Elle y interprète Margot, le rôle principal. Le téléfilm est un succès d'audience pour TF1, en dépassant les 7 millions de téléspectateurs.
En décembre 2018, on la retrouve comme héroïne d'un téléfilm de Noël intitulé Un bébé pour Noël.
Le 17 octobre 2019 sur TF1, elle est l’héroïne de la série Olivia, qui comprend en vedette invitée Samy Naceri.
En 2024, elle assure la présentation de l'émission Le Meilleur Pâtissier.

#### Musique
Le 26 septembre 2019, elle est invitée en tant que chanteuse sur le single Loin d'ici, du ténor Vincent Niclo,.

##### Danse avec les stars
À l'automne 2013, elle participe à la quatrième saison de l'émission Danse avec les stars sur TF1, aux côtés du danseur Christophe Licata, et termine troisième de la compétition.

##### Autres participations
En mai 2015, elle participe à Money Drop, sur TF1, aux côtés de Cartman.
Le 4 juillet 2015, elle participe au prime time Les 12 coups de Midi présenté par Jean-Luc Reichmann.
Le 9 juillet 2016, elle participe pour la deuxième fois à Fort Boyard pour l'association EndoFrance.
En septembre 2022, elle participe à la quatrième saison de Mask Singer sur TF1.
Le 2 septembre 2023, elle participe de nouveau à Fort Boyard en tant que capitaine de l'équipe pour l'association EndoFrance.

#### Littérature
En 2010, sort son livre autobiographique écrit avec la collaboration de Johana Lagunas, intitulé Je voulais te dire, où elle raconte son drame qui l'a conditionnée à ce choix de vie et ses batailles pour devenir comédienne, par le biais d'interviews, de confidences sur ses goûts et de photos inédites qui révèlent un autre visage de l'actrice.
En 2013, elle publie son premier roman, On se retrouvera (Fayard) toujours écrit avec la collaboration de Johana Lagunas qui est créditée sous le nom de Johana Gustawsson (son nom d'épouse). Un polar noir où elle aborde deux sujets qui lui tiennent particulièrement à cœur : la violence faite aux femmes notamment à travers le viol, mais également la quête identitaire,. Bientôt, le roman On se retrouvera est adapté en téléfilm par TF1,.
En 2016, elle publie son troisième livre Le bébé, c'est pour quand ?, aux éditions Michel Lafon, où elle raconte son combat pour devenir mère et dévoile sa vie avec l'endométriose, une maladie qui l'empêche de concevoir un enfant.
En 2017, elle publie son deuxième roman, Liés pour la vie, chez Plon.
En 2018, elle publie Ma clé du bonheur aux éditions First où elle livre son témoignage sur les secrets du bonheur au quotidien.
En 2021, elle signe Sélia chez Plon, l'histoire d'une chanteuse qui souhaite relancer sa carrière en participant à une comédie musicale ambitieuse « Les Mille et Une Nuits ». Elle se heurte à des secrets de famille et à des obstacles apparemment impossibles à franchir.
En 2024, elle sort pour la premiere fois un conte pour enfant : Lili et l'arbre magique aux éditions Larousse Jeunesse, dont elle double également la voix du cd audio qui accompagne l'ouvrage .

#### Mannequinat et publicité
Laëtitia Milot est mannequin lingerie et a notamment posé pour la marque Aubade, le magazine FHM qui la nomme Miss lingerie en 2003 et Les p'tites bombes en 2008 qui en fait son égérie.
En 2008, elle a créé sa ligne de vêtements en partenariat avec LPB, dont elle est l'égérie depuis 2006.
En 2009, elle apparait dans une publicité à télévision pour la marque de cosmétiques Le Petit Olivier, dont elle est l'égérie.
En 2011, elle prête son image pour une marque de déodorant, Rexona Women.
En 2024, elle est l'égérie de la campagne "Bien dans mes seins" de la marque de lingerie, Sans Complexe.

## Vie privée
Le 30 juin 2007, elle se marie avec Badri, son compagnon depuis la mort de son ex-conjoint Yannis à la suite d'un cancer en 2001,.
En 2013, elle dévoile être atteinte d'une endométriose,, une maladie pour laquelle elle a été opérée un an plus tôt, et ne sait pas si elle pourra un jour avoir des enfants,.
Le 14 novembre 2017, elle annonce être enceinte de 3 mois. Elle accouche d'une petite fille prénommée Lyana le 14 mai 2018.

## Filmographie
Sauf indication contraire, les informations mentionnées dans cette section peuvent être confirmées par les bases de données cinématographiques IMDb et Allociné,  présentes dans la section « Liens externes ».

### Télévision

#### Séries télévisées
- 2000 : Un homme en colère
- 2002 : Une femme d'honneur (épisode Double Cœur) : Sophie, secrétaire de Vaucluse Sécurité
- 2002 : Avocats et Associés
- 2004 - 2015 puis 2016 puis 2018 : Plus belle la vie : Mélanie Rinato, serveuse au Mistral puis organisatrice de mariages
- 2008 : SOS 18 : Cora
- 2012 : Enquêtes réservées : Corinne Medri
- 2013 - 2014 : Nos chers voisins : Constance, cousine d'Alex Volange
- 2014 : Camping Paradis : Noces de toile (saison 6, épisode 2) : Lætitia
- 2016 - 2017 : La Vengeance aux yeux clairs (14 épisodes) : Olivia Alessandri
- 2019 : Olivia : Olivia Alessandri
- 2020 : Réunions : Chloé
- 2023 : Demain nous appartient : Angélique Raynaud
- 2025 : Nouveau jour : Émilia Fauvel

#### Téléfilms
- 2001 : Alors méfie !
- 2008 : Les Empreintes du temps : Irène Monnier
- 2012 : La Crèche des hommes : Magalie
- 2015 : On se retrouvera : Margot
- 2016 : Meurtres à Avignon : Julie Ravel
- 2016 : La Femme aux cheveux rouges : Constance Lacassan
- 2017 : Quand je serai grande je te tuerai : Jeanne
- 2018 : Coup de foudre à Bora Bora : Valentine
- 2018 : Devenir maman : notre combat contre l'endométriose (documentaire) : elle-même
- 2018 : Un Bébé pour Noël : Noémie
- 2020 : I love you coiffure de Muriel Robin : Sophie
- 2021 : Liés pour la vie : Lucie
- 2021 : Le Squat : Julie
- 2021 : Pour te retrouver : Marion Paillet

### Cinéma
- 2002 : Femme Fatale de Brian De Palma : figurante au festival de Cannes (non créditée)[20]
- 2004 : Une vie à t'attendre de Thierry Klifa : figurante (non créditée)[20]

### Doublage
- 2017 : Les Schtroumpfs et le village perdu de Kelly Asbury : la Schtroumpfette

### Clips
- 2002 : Au soleil de Jenifer[réf. nécessaire]
- 2002 : Je veux t'appartenir de Romain Cabon[réf. nécessaire]
- 2004 : Menina Bonita de La Harissa
- 2004 : Elle habite ici de Gérald de Palmas[réf. nécessaire]

## Émissions de télévision
- 2004 : Opération séduction sur M6 : candidate
- 2007 : The Starlet sur W9 : animatrice
- 2013 : Danse avec les stars (saison 4) sur TF1 : candidate
- 2016, 2023 : Fort Boyard sur France 2 : candidate
- 2022 : Mask Singer (saison 4) sur TF1 : candidate
- 2024-2025 : Le Meilleur Pâtissier sur M6 : animatrice

## Discographie

### Single
- 2014 : Unissons nos voix (collectif Les Voix des Femmes)
- 2019 : Loin d'ici ft. Vincent Niclo[21],[22]

## Théâtre
- 2002 : Le Songe d'une nuit d'été de William Shakespeare : Héléna
- 2008 : À la manière d'eux... de Richard Guedj : Clémentine
- 2010 : Désir et Comédie de Pierre-Olivier Scotto, mise en scène Philippe Hersen, tournée
- 2011 : La Femme du boulanger de Marcel Pagnol, mise en scène Jérôme Savary, théâtre André Malraux de Rueil-Malmaison : Aurélie
- 2023 - 2024 : Un dîner d'adieu de Matthieu Delaporte et Alexandre de la Patellière, mise en scène Éric Laugérias, théâtre Tête d'Or de Lyon et tournée

## Publications
- avec la collaboration de Johana Lagunas, Je voulais te dire, Paris, Éditions Florent-Massot, 2010, 240 p. (ISBN 978-2-916546-46-9).
- avec la collaboration de Johana Gustawsson, On se retrouvera, Paris, Fayard, 2013, 342 p. (ISBN 978-2-213-67725-5).
- Le bébé, c'est pour quand ?, Paris, Éditions Michel Lafon, 2016, 225 p. (ISBN 978-2-7499-2857-9)
- Liés pour la vie, Paris, Plon, 16 novembre 2017 (ISBN 978-2-259-25335-2).
- Ma clé du bonheur, Paris, éditions First, 2018 (ISBN 978-241-203871-0).
- Sélia, Paris, Plon, 2021 (ISBN 978-2-259-25336-9).
- Lili et l'arbre magique, Larousse Jeunesse (978-2-03-606284-9).

Son roman Liés pour la vie est adapté en téléfilm par TF1 en août 2020.

### Revue de presse
- Propos de Laëtitia Milot recueillis par Nathalie Chuc, « La femme de la semaine : Laëtitia Milot », TV Magazine, Le Figaro, 19 novembre 2017, p. 6
- Propos de Laëtitia Milot recueillis par Nathalie Chuc, « Laëtitia Milot : Future maman, l'actrice est l'héroïne de la fiction romantique Coup de foudre à Bora Bora sur TF1. », TV Magazine, 20 mai 2018, p. 4